# Abdel Moussa
Abdel Moussa, né le 8 avril 1980 à Ndjamena, au Tchad, est un joueur angolais de basket-ball, évoluant au poste de pivot. 

## Palmarès
- Champion d'Afrique 2003, 2005
- Médaille d'or aux Jeux africains de 2003